# Emeka Christian Eze
Emeka Christian Eze (22 dicembre 1992) è un calciatore nigeriano, centrocampista dell'Haras El-Hodood.

## Palmarès

### Club

#### Competizioni nazionali
- Campionato nigeriano: 1

Enugu Rangers: 2016